# Gone with the Wind
Gone with the Wind is een Amerikaanse film uit 1939 onder regie van Victor Fleming en geproduceerd door David O. Selznick. Het is een verfilming van het gelijknamige boek van Margaret Mitchell, in het Nederlands bekend onder de titel Gejaagd door de wind.
De film werd genomineerd voor dertien Oscars, waarvan hij er uiteindelijk acht won. Opvallend was de Oscar voor actrice Hattie McDaniel (Mammy), die daarmee als eerste Afro-Amerikaanse de prijs in ontvangst mocht nemen. Daarnaast won de film de Academy Technical Achievement Award en werd hij genomineerd voor een Academy Honorary Award. In 1989 werd de klassieker door de National Film Preservation Board uit de Verenigde Staten benoemd tot film 'van grote culturele waarde', waardoor hij in aanmerking kwam voor preservatie in de National Film Registry. In 2009 werd de film opgenomen in het Guinness Book of Records. De film had in totaal een recordomzet van 4.031.500.000 euro behaald, en was daarmee (rekening houdend met de inflatie) de succesvolste film aller tijden.

## Verhaal

### Voor de intermissie
De film begint in 1861 op de fictieve plantage Tara in Georgia. Het is de avond waarop de Amerikaanse Burgeroorlog officieel uitbreekt. De kijker wordt voorgesteld aan Scarlett O'Hara, een zelfstandige en sterke jonge vrouw. Ze is de oudere zus van Suellen en Careen. Haar ouders zijn de Ierse immigrant Gerald O'Hara en diens vrouw Ellen.
Aan het begin van de film flirt Scarlett met de tweeling Brent en Stuart Tarleton. Zij vertellen haar dat Ashley Wilkes, de man op wie Scarlett stiekem verliefd is, gaat trouwen met zijn nicht Melanie Hamilton. De verloving zal worden aangekondigd op een barbecue bij zijn landhuis op de plantage Twelve Oaks. Op het feest ontmoet Scarlett Rhett Butler, een man die zojuist is verstoten door zijn familie in Charleston. Hij weet haar niet te charmeren en beledigt ook de andere gasten door te zeggen dat het zuiden geen schijn van kans maakt in de nakende oorlog tegen het noorden.
Scarlett gaat naar de bibliotheek om alleen te zijn met Ashley. Ze biecht op van hem te houden. Hij geeft toe dat hij ook verliefd is op haar, maar liever trouwt met Melanie. Scarlett, die zich misleid voelt, is razend en geeft hem een klap in zijn gezicht. Als Ashley de bibliotheek heeft verlaten, komt Scarlett erachter dat Rhett ook aanwezig was en het hele gesprek heeft gevolgd. Hij vertelt haar dat haar geheim bij hem veilig is.
Wanneer de mannen opgeroepen worden voor het leger, nemen Ashley en Melanie afscheid van elkaar. Scarlett trouwt in een opwelling met Melanies jongere broer Charles Hamilton, die ook het leger ingaat. Scarlett wordt al snel weduwe, want Charles sterft aan een longontsteking na de mazelen voor er sprake is van gevechtshandelingen. Scarletts moeder stuurt haar naar het landhuis van de familie Hamilton in Atlanta, in de hoop dat ze hier gezelschap zal vinden. Scarletts dienstmeid Mammy maakt echter duidelijk dat Scarlett hier enkel zal wachten op de terugkomst van Ashley.
Scarlett wordt al snel het gesprek van de dag in Atlanta. De inwoners vinden het schandalig dat ze geen enkel teken van rouw toont na de dood van haar echtgenoot. Rhett is inmiddels militair ingezet tegen de blokkade door het Noorden van de zuidelijke Geconfedereerde Staten van Amerika en wordt door zijn vrienden beschouwd als held. Ze ontmoeten elkaar opnieuw op een bal, waar ze de inwoners van de stad choqueren als hij haar ten dans vraagt en zij hem als danspartner accepteert. Hij vertelt haar dat zij ooit de zijne zal zijn, maar zij verzekert hem dat dit nooit zal gebeuren.
Hoewel de Geconfedereerde Staten in eerste instantie worden gezien als iets positiefs, wordt het ideaal de rug toegekeerd na de Slag bij Gettysburg, waarbij veel vrienden en ex-vriendjes van Scarlett om het leven komen. Ondertussen viert Ashley thuis Kerstmis. Hoewel ze elkaar zoenen, weet Scarlett wederom geen indruk op hem te maken. Niet veel later vertrekt Ashley weer naar het leger.
Acht maanden later wordt de stad bezet door het zegevierende leger van de noordelijke Unie. Melanie is hoogzwanger en bevalt na een moeizame, voortijdige bevalling van een zoon, bijgestaan door Scarlett en dienstmeid Prissy. De dames realiseren zich dat ze niet in de stad kunnen blijven. Scarlett neemt contact op met Rhett en vraagt of hij kan helpen haarzelf, Melanie, Prissy en de baby naar Tara te brengen, weg uit de ellende van de belegerde en nadien bezette stad. Er volgt een moeizame en lange reis met paard en wagen. Onderweg krijgt Rhett last van zijn geweten en laat hij Scarlett, de zieke Melanie en de emotionele Prissy moedeloos achter om het leger weer in te gaan. Voordat hij weggaat, probeert hij Scarlett te zoenen. Zij is hier niet van gediend en geeft hem een klap in zijn gezicht.
Op weg terug naar huis komt Scarlett langs de plantage Twelve Oaks, die er verbrand, geruïneerd en verlaten bij staat. Ze is dolblij als blijkt dat Tara nog wel overeind staat, maar komt eenmaal thuis tot de schokkende ontdekking dat haar moeder zojuist is overleden aan buiktyfus. Tara wordt geplunderd door troepen en enkel Scarlett is vastberaden om haar plantage niet op te geven.

### Na de intermissie
Met de hulp van haar familie weet Scarlett de katoenvelden van Tara weer productief te maken. Op een gegeven moment wordt ze beroofd door een soldaat, die ze uit angst vermoordt. Ze treft goud aan in zijn broekzakken en beseft dat ze haar familie tijdelijk kan voeden. De Geconfedereerde Staten van Amerika zijn de nederlaag nabij en de oorlog lijkt bijna ten einde. Ashley keert terug naar huis, na lang gevangen te hebben gezeten. Scarlett valt onmiddellijk in zijn armen en hij biecht op dat hij ook graag met haar weg zou willen lopen. Hij zegt echter ook dat hij Melanie nooit kan verlaten.
Gerald, de vader van Scarlett, probeert een boef te verjagen en valt daarbij van zijn paard, waarbij hij het leven laat. De voormalige opzichter keert terug om de plantage op te kopen. Scarlett is op dat moment de wanhoop nabij en neemt contact op met Rhett, in de overtuiging dat hij zeer welvarend is. Ze komt er echter al snel achter dat zijn geld op de bank is geblokkeerd en dat ook hij armoede lijdt. Net als ze weg wil gaan, komt ze Frank Kennedy tegen, de rijke verloofde van haar zus Suellen, tevens eigenaar van een winkel en een houtzagerij. Ze vertelt hem dat Suellen niet meer met hem wil trouwen (wat niet waar is) en trouwt zelf met hem. Ze werkt mee in de zaken en wordt rijk.
Frank wordt later vermoord. Nog voordat zijn begrafenis plaats kan vinden, doet Rhett Scarlett een huwelijksaanzoek. Ze heeft nog altijd geen belangstelling voor hem, maar besluit met hem te trouwen om zijn geld. Na het huwelijk belooft Rhett haar dat hij Tara zal laten restaureren. Ondertussen werkt zij aan het bouwen van een enorm landhuis in Atlanta. Later bevalt Scarlett van een dochter, Bonnie Blue Butler (Cammie King). Rhett probeert hierna in een goed daglicht te komen in Atlanta, in de hoop dat zijn dochter later toegang zal krijgen tot de betere kringen van de stad.
Het huwelijk blijkt al snel te mislukken. Scarlett weigert meer kinderen te krijgen, tot groot ongenoegen van Rhett. Ashley is inmiddels vervreemd van zijn vrouw en brengt zijn dagen moedeloos en verslagen door. Scarlett probeert hem te troosten. Een redelijk onschuldige omhelzing tussen Scarlett en Ashley wordt verkeerd opgevat door Ashleys zus India. Al snel worden in de stad geruchten verspreid dat de twee een buitenechtelijke relatie hebben. Scarletts reputatie is opnieuw geruïneerd. Rhett is inmiddels op de hoogte van de geruchten en begint steeds meer te drinken. Hij is razend op Scarlett en vertelt haar dat hij haar wel zou kunnen vermoorden als ze daardoor Ashley uit haar hoofd zou zetten.
De volgende dag voelt Rhett zich schuldig en biedt Scarlett een scheiding aan. Zij weigert die echter aan te nemen, omdat ze zich anders nooit meer zou kunnen vertonen in de hoogste kringen. Niet veel later vertrekt Rhett met Bonnie naar Londen, om daar een lange vakantie door te brengen. Als hij terugkeert, probeert Scarlett het bij te leggen. Rhett is echter niet geïnteresseerd in een hereniging. Wanneer ze hem vertelt dat ze zwanger is, vraagt hij wie de vader is. Ze antwoordt dat hij dat best weet en dat ze het kind liever niet wil krijgen. Ze krijgen ruzie met elkaar, waarbij Scarlett van de trap valt en een miskraam heeft.
Rhett voelt zich schuldig en lucht zijn hart bij Melanie. Terwijl Scarlett beter begint te worden, komt Bonnie om het leven bij een val. Scarlett kan het niet bevatten en geeft Rhett de schuld van het ongeluk. Rhett gelooft zelf ook dat hij verantwoordelijk is voor de dood van zijn dochter. Melanie is ondertussen zwanger van haar tweede kind, in de wetenschap dat de bevalling fataal kan zijn voor haar. Ze vraagt Scarlett of ze voor Ashley wil zorgen na haar dood. Als Scarlett echter Ashley in tranen ziet uitbarsten tijdens Melanies sterfbed, beseft ze dat ze nooit iets voor hem heeft betekend en laat al haar hoop op een relatie met hem varen.
Na het overlijden van Melanie keert ze terug naar huis, waar Rhett (die ervan uitgaat dat ze nu voor Ashley zal kiezen) inmiddels zijn koffers heeft gepakt om haar te verlaten. Ze vertelt Rhett dat ze nooit van Ashley heeft gehouden en alleen van hem houdt, maar Rhett heeft geen hoop meer dat hun huwelijk nog gered kan worden. Op dat moment zegt hij de legendarische uitspraak "frankly, my dear, I don't give a damn" waarmee de film zo bekend is geworden. Nadat hij haar heeft verlaten, maakt Scarlett duidelijk dat ze er na alle tegenslagen nog steeds op vertrouwt dat alles ooit goed zal komen.

## Rolverdeling
| Acteur              | Personage                                                          |
| ------------------- | ------------------------------------------------------------------ |
| Clark Gable         | Rhett Butler                                                       |
| Vivien Leigh        | Scarlett O'Hara                                                    |
| Leslie Howard       | Ashley Wilkes                                                      |
| Olivia de Havilland | Melanie Hamilton                                                   |
| Hattie McDaniel     | Mammy                                                              |
| Oscar Polk          | Pork                                                               |
| Butterfly McQueen   | Prissy                                                             |
| George Reeves       | Stuart Tarleton                                                    |
| Fred Crane          | Brent Tarleton                                                     |
| Thomas Mitchell     | Gerald O'Hara                                                      |
| Barbara O'Neil      | Ellen O'Hara                                                       |
| Evelyn Keyes        | Suellen O'Hara                                                     |
| Ann Rutherford      | Carreen O'Hara                                                     |
| Howard Hickman      | John Wilkes                                                        |
| Alicia Rhett        | India Wilkes                                                       |
| Rand Brooks         | Charles Hamilton, de broer van Melanie, de eerste man van Scarlett |
| Harry Davenport     | dokter Meade                                                       |
| Leona Roberts       | mevrouw Meade                                                      |
| Jane Darwell        | mevrouw Merriwether                                                |
| Ona Munson          | Belle Watling                                                      |
| Cammie King         | Bonnie Blue Butler, het dochtertje van Scarlett en Rhett           |
| Carroll Nye         | Frank Kennedy, de tweede man van Scarlett                          |

## Prijzen en nominaties

### Oscars
| Categorie                 | Gewonnen | Winnaar |
| ------------------------- | -------- | --- |
| Beste Film                |          | Selznick International Pictures Deze prijs leverde een beeld op.                                                                |
| Beste Regisseur           |          | Victor Fleming Deze prijs leverde een beeld op.                                                                                 |
| Beste Acteur              |          | Clark Gable Verloren van Robert Donat voor zijn rol in Goodbye, Mr. Chips.                                                      |
| Beste Actrice             |          | Vivien Leigh Deze prijs leverde een beeld op.                                                                                   |
| Beste Aangepaste Scenario |          | Sidney Howard Deze prijs leverde een beeld op (postuum).                                                                        |
| Beste Vrouwelijke Bijrol  |          | Hattie McDaniel Deze prijs leverde een miniatuurbeeld op.                                                                       |
| Beste Camerawerk          |          | Ernest Haller & Ray Rennahan Deze prijs leverde een beeld op.                                                                   |
| Beste Montage             |          | Hal C. Kern & James E. Newcom Deze prijs leverde een miniatuurbeeld op, maar werd later vervangen door een gebruikelijke beeld. |
| Beste Art Direction       |          | Lyle Wheeler Deze prijs leverde een beeld op.                                                                                   |
| Beste Geluidseffecten     |          | Fred Albin, Jack Cosgrove & Arthur Johns Verloren van Fred Sersen en E. H. Hansen voor hun werk bij The Rains Came.             |
| Beste Originele Muziek    |          | Max Steiner Verloren van Herbert Stothart voor zijn werk bij The Wizard of Oz.                                                  |
| Beste Geluid              |          | Thomas T. Moulton Verloren van Bernard B. Brown voor zijn werk bij When Tomorrow Comes.                                         |

| Speciale Prijs              | Winnaar |
| --------------------------- | --- |
| Irving G. Thalberg Award    | David O. Selznick Uitgereikt voor zijn carrière en werk als producent bij deze film.                                              |
| Honorary Award              | William Cameron Menzies Miniatuurbeeld uitgereikt voor zijn gebruik van kleur en creatie van een dramatische sfeer bij deze film. |
| Technical Achievement Award | Don Musgrave en Selznick International Pictures Uitgereikt voor zijn gebruik van gecoördineerde uitrusting bij deze film.         |

## Achtergrond

### Ontstaan

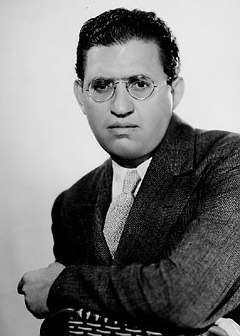
David O. Selznick, filmproducent die de film mogelijk maakte.

De film is gebaseerd op het gelijknamige boek van Margaret Mitchell. Mitchell begon al in de jaren 20 van de twintigste eeuw aan het schrijven van dit boek. Ze voltooide het boek op 22 januari 1936 en het werd vervolgens op 19 mei dat jaar gepubliceerd.
Schrijfster Katherine Brown was een van de eersten om het boek te lezen en raadde onmiddellijk David O. Selznick aan er een verfilming van te maken. Ze had de actrices Miriam Hopkins en Margaret Sullavan in gedachten voor de rol van Scarlett O'Hara. Selznick had echter weinig interesse in het verhaal en weigerde $50.000 te betalen aan Mitchell voor de rechten. Brown was vastberaden een verfilming te creëren en stapte af op investeerder Jock Whitney. Ze informeerde Selznick dat ze met Whitney naar de filmstudio Pioneer Pictures zou stappen. Selznick, die bekendstond als een producent die geen concurrentie wilde, besloot uiteindelijk toch een poging te wagen aan het maken van de film. Hij gaf Brown in juli 1936 de opdracht de filmrechten voor een bedrag van $50.000 te kopen. Brown deed dit met succes.
Selznick begon pas op dat moment met het lezen van het boek. Hij maakte zich zorgen over hoe hij een boek van 1037 bladzijden moest aanpassen tot een film met een acceptabele speelduur. Desondanks begon hij onmiddellijk met het aanwijzen van de filmploeg. In september 1936 nam hij George Cukor aan als de regisseur van de film. Ze kenden elkaar op dat moment al jaren. Ze hadden voordien al samengewerkt aan verschillende films, waaronder A Bill of Divorcement (1932), Dinner at Eight (1933) en David Copperfield (1935). Op 29 september 1936 werd scenarioschrijver Sidney Howard aangewezen om het scenario te schrijven. Hij deed dit op voorwaarde dat hij dit mocht doen op zijn boerderij in Massachusetts, 4800 kilometer van Los Angeles vandaan. Hij werkte er een lange periode aan. Brown vertelde in een documentaire dat Selznick hier tamelijk ongeduldig over was. In december 1936 stuurde Howard zijn eerste scenario naar Los Angeles. In februari 1937 voltooide hij het scenario, maar er waren aanpassingen nodig. De film zou namelijk vijf en een half uur lang duren als dat scenario gebruikt zou worden. Pas in augustus 1937 begon Selznick zich te bemoeien met het scenario dat hem zes maanden eerder werd opgestuurd. Maar het resultaat bleek dat hun aangepaste versie nog langer was. Selznick kwam tot inzicht dat de film uit twee delen bestaat. Hij besloot het scenario niet veel aan te passen.

### Acteurs

#### De zoektocht naarScarlett

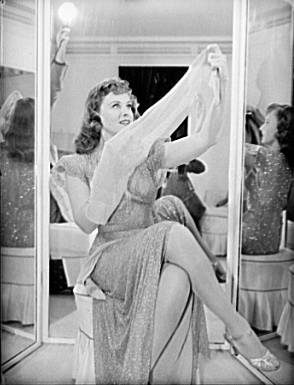
Paulette Goddard was de finalist voor de rol totdat Leigh ten tonele verscheen.

Er werd al naar actrices gezocht, nog voordat het scenario compleet was. Selznick had in eerste instantie Miriam Hopkins of Tallulah Bankhead op het oog voor de rol van Scarlett O'Hara. Ook noemde hij Joan Crawford als een kanshebber. Mitchell deelde zijn mening over Hopkins voor de rol van Scarlett O'Hara, maar had geen inbreng. Actrice Louise Platt was de eerste die een auditie aflegde. Dit deed ze op 28 september 1936. Ook de destijds 34-jarige Tallulah Bankhead was een van de eersten om een auditie te doen. Hoewel Selznick haar als een grote kanshebber zag, werd ze geweigerd omdat ze te oud was om een jongedame te spelen.
De zoektocht naar de hoofdrolspelers werd een nationale obsessie. Brown reisde vanaf november 1936 heel het land door om de perfecte actrice te vinden voor de rol van Scarlett. Aan het begin van december dat jaar hadden inmiddels 500 mensen auditie gedaan. In tijdschriften en radioshows werd veelvoudig gevraagd naar meningen van fans. De uitslag van een opiniepeiling uit 1937 vertelde dat Bette Davis de meestgevraagde actrice was voor de rol van Scarlett O'Hara, met Katharine Hepburn, Mariam Hopkins, Margaret Sullavan, Joan Crawford en Barbara Stanwyck op de volgende plekken. Davis, vooral gekozen door het publiek omdat ze een soortgelijke rol neerzette in Jezebel (1938), was zelf razend enthousiast de rol te spelen, maar had destijds een contract bij de filmstudio Warner Bros. Pictures. De eigenaar van de studio Jack Warner weigerde haar uit te lenen voor het maken van de film en ook Selznick kondigde aan geen interesse te hebben in het zoeken naar Davis.
De vraag wie Scarlett O'Hara zou spelen werd een groot probleem voor de filmploeg. Jean Arthur, Diana Barrymore, Joan Bennett, Marguerite Churchill, Claudette Colbert, Ellen Drew, Irene Dunne, Jean Harlow, Carole Lombard, Boots Mallory, Martha Raye, Jo Ann Sayers, Norma Shearer, Shirley Temple, Claire Trevor, Arleen Whelan en Loretta Young waren allemaal bekende actrices die werden overwogen. Susan Hayward, Margaret Tallichet, Frances Dee, Mary Ray, Lana Turner, Paulette Goddard, Anita Louise waren zeven van de 32 actrices die een screentest aflegden voor de rol. Shearer leek in het begin van 1937 de actrice te zijn die de rol zou krijgen. In vele tijdschriften werd dit gerucht bevestigd. Een contract werd echter nooit getekend en op 1 april 1937 werd onthuld dat Shearer niet aan de film zou meewerken.
Aan het einde van 1938 was er inmiddels een acteur gevonden voor de rol van Rhett Butler. Selznick was aan het einde van zijn Latijn over wie Scarlett moest spelen en ging opnieuw elke afgenomen screentest af. Hij was hierbij het meest onder de indruk van Paulette Goddard. Hij vroeg haar in november 1938 terug voor een screentest in Technicolor. Ze wist hem echter niet geheel te overtuigen dat zij de perfecte kandidaat was. Desondanks leek het voor het publiek erop neer te komen dat Goddard de rol zou krijgen. Joan Bennett en Jean Arthur waren de enige andere actrices die nog in aanmerking stonden. In december 1938 kwam de toen nog relatief onbekende Vivien Leigh naar de set in de hoop een indruk te maken. Ze werd al eerder in februari 1937 aangeraden, maar ging toen nog onopgemerkt voorbij. Selznick raakte onmiddellijk door haar geïntrigeerd en bood haar een screentest aan. Ze deed auditie op 21 december 1938. Vier dagen later kreeg ze de rol.

#### Conflicten metRhett
Selznick had in eerste instantie Ronald Colman in ogen voor de rol van Rhett Buttler. Er werd echter eerst gezocht naar een actrice, voordat er een acteur werd gekozen. Die zoektocht bleek echter geen succes, waardoor Selznick besloot eerst te zoeken naar een acteur. De filmploeg en het publiek waren het ermee eens dat Clark Gable de rol van Rhett Butler zou moeten spelen. Gable stond op dat moment echter onder contract bij een andere filmstudio en de kansen leken gering dat hij toestemming zou krijgen mee te mogen werken aan Gone with the Wind. Selznick benaderde om die redenen Ronald Colman, Gary Cooper en Errol Flynn voor de rol. Cooper weigerde de rol en vertelde in een vraaggesprek dat de film gedoemd was te floppen.
In 1938 had Selznick al $400.000 uitgegeven aan de film en er was nog steeds niemand gekozen. Hij was vastbesloten Gable te selecteren in de hoofdrol. Om dit mogelijk te maken, was hij gedwongen samen te werken met de filmstudio Metro-Goldwyn-Mayer, waar Gable destijds bij onder contract stond. Gable mocht de hoofdrol spelen, als de film werd gedistribueerd door MGM. In augustus 1938 verkocht hij de rechten van de film aan de studio voor een bedrag van $1.5 miljoen. Gable wilde de rol echter niet spelen. Louis B. Mayer, de eigenaar van MGM, overtuigde hem ervan toch mee te werken. Gable wilde in die periode scheiden van zijn vrouw Rhea Langham om te trouwen met actrice Carole Lombard. Het salaris dat hij voor deze film zou krijgen, kon dat realiseren.

#### Overige rollen
Melvyn Douglas, Ray Milland, Vincent Price, Tyrone Power, Lew Ayres, Douglass Montgomery, Joel McCrea, Jeffrey Lynn en Ray Milland zijn de acteurs die in aanmerking kwamen voor de rol van Ashley Wilkes. De actrice die het meest geschikt zou zijn voor Melanie Hamilton, wierp veel vragen op. Jane Bryan, Dorothy Jordan, Ann Dvorak, Frances Dee, Julie Haydon, Marsha Hunt, Priscilla Lane, Andrea Leeds, Marcella Martin, Anne Shirley en Martha Scott werden overwogen of deden auditie voor de rol. De rol werd door Selznick aangeboden aan Janet Gaynor, maar zij eiste een te hoog salaris. Later legde Joan Fontaine een screentest af. Ze had snel door dat Cukor niets in haar zag en raadde daarom haar zus Olivia de Havilland aan voor de rol. In tegenstelling tot haar zus, wist De Havilland wel indruk te maken en kreeg de rol. Zowel zij als Leslie Howard werden geselecteerd in januari 1939.
Ook voor de kleinere rollen werden een aantal grote namen benaderd of overwogen. Zo wilde Selznick tieneractrice Judy Garland voor de rol van Scarletts jongere zus Carreen. Garland was echter onbeschikbaar, omdat ze druk bezig was met de voorbereidingen van The Wizard of Oz (1939). De rol ging hierna naar Ann Rutherford, haar tegenspeelster in Love Finds Andy Hardy (1938). Acteur Lionel Barrymore werd benaderd voor de rol van Dr. Meade. Zijn verslechterde artritis weerhield hem er echter van mee te werken.
De rol van Scarletts moeder werd aangeboden aan Lillian Gish, een actrice die haar hoogtepunten in de periode van de stomme film heeft behaald. Zij weigerde de rol, die vervolgens naar Barbara O'Neil ging. Billie Burke kwam in aanmerking voor de rol van "Pittypat" Hamilton, maar werd als 'te jong' beschouwd.

### Opnamen
De filmstudio waarin de film werd opgenomen, stond nog vol met sets van voorafgaande films als King Kong (1933) en The Garden of Allah (1936). Om ruimte te maken voor de sets van Gone with the Wind, moesten deze allemaal verwijderd worden. De filmploeg besloot de sets op 10 december 1938 in brand te steken om een hoop moeite te besparen. Dit werd opgenomen en in de film gebruikt als de scène waarin Atlanta wordt afgebrand.
De voorbereidingen gingen op 21 januari 1939 van start. Al vijf dagen later werd de eerste scène opgenomen. Er ontstonden na enkele weken conflicten tussen Selznick en Cukor. Selznick vond dat Cukor te traag werkte en Cukor klaagde over de kwaliteit van het scenario. Op 7 februari 1939 werd in de nieuwsberichten aangekondigd dat Cukor zich heeft teruggetrokken als regisseur. Victor Fleming werd vrijwel onmiddellijk aangesteld als zijn vervanger. Echter, ook Fleming had enkele klachten over het scenario. Scenarioschrijver Ben Hecht werd ingehuurd voor de wijzigingen die gebracht moesten worden aan het scenario.
Na zeventien dagen werd het filmen hervat. Fleming nam een andere aanpak dan Cukor, wat frustratie opwekte bij Leigh. Er waren echter verschillende conflicten met de camera's, sets en kostuums. Het filmmateriaal bleek te donker, de sets zouden niet realistisch genoeg ogen en Gable paste niet in zijn pakken. Om deze problemen te kunnen verwerken, moest het budget nog groter worden. De studio weigerde Selznick nog meer te financieren, maar de Bank of America leende in april 1939 $1 miljoen aan de makers.

## Vertoning in Nederland
In Nederland werd de film pas na de Tweede Wereldoorlog uitgebracht. De Nederlandse filmkeuring keurde de film wegens de oorlogs- en liefdesscènes in 1950 goed voor kijkers boven de 18. In 1954 werd de film opnieuw gekeurd, waarbij de leeftijdsgrens werd verlaagd tot 14 jaar. De film werd destijds onder de Nederlandse titel Gejaagd door de wind uitgebracht, aangezien het toen gebruikelijk was om buitenlandse filmtitels hetzij letterlijk te vertalen naar het Nederlands, hetzij te voorzien van een alternatieve Nederlandse titel.